# Valentin Borisavljevic
Valentin Borisavljevic (2 mei 1997) is een Belgische zwemmer. Zijn specialiteit is de vrije slag. Hij is de tweelingbroer van Alexis Borisavjevic, eveneens een competitiezwemmer. 
Borisavljevic vervolledigde zijn middelbareschoolstudies aan de topsportschool in Antwerpen. Daarna volgde hij de opleiding tot burgerlijk ingenieur aan de KU Leuven.

## Belangrijkste prestaties
| Jaar | Olympische Spelen                         | WK langebaan                              | WK kortebaan                              | EK langebaan                                | EK kortebaan                              |
| ---- | ----------------------------------------- | ----------------------------------------- | ----------------------------------------- | ------------------------------------------- | ----------------------------------------- |
| 2018 |                                           |                                           | geen deelname                             | 38e 100 m vrije slag 14e 4x100 m vrije slag |                                           |
| 2019 |                                           | geen deelname                             |                                           |                                             | geen deelname                             |
| 2020 | Geen toernooien vanwege de coronapandemie | Geen toernooien vanwege de coronapandemie | Geen toernooien vanwege de coronapandemie | Geen toernooien vanwege de coronapandemie   | Geen toernooien vanwege de coronapandemie |
| 2021 | geen deelname                             |                                           | 16-21 december                            | geen deelname                               | geen deelname                             |

## Persoonlijke records
(Per 11 augustus)

### Langebaan
| afstand          | tijd  | datum       | plaats |
| ---------------- | ----- | ----------- | ------ |
| 100 m vrije slag | 49,63 | 12 mei 2018 | Gent   |

### Kortebaan
| afstand          | tijd  | datum           | plaats  |
| ---------------- | ----- | --------------- | ------- |
| 100 m vrije slag | 50,34 | 6 augustus 2017 | Berlijn |